# Conus africanus
''Conus africanus'' é uma espécie de gastrópode da família Conidae.
É endêmica da Angola.